# PGC 2037143
LEDA/PGC 2037143 ist eine Elliptische Galaxie vom Hubble-Typ E2 im Sternbild Jagdhunde am Nordsternhimmel. Sie ist schätzungsweise 334 Millionen Lichtjahre von der Milchstraße entfernt und hat einen Durchmesser von etwa 120.000 Lichtjahren. Vom Sonnensystem aus entfernt sich das Objekt mit einer errechneten Radialgeschwindigkeit von näherungsweise 7.400 Kilometern pro Sekunde.
Im selben Himmelsareal befinden sich unter anderem die Galaxien PGC 47920, PGC 48080, PGC 2036716, PGC 3810718.